# Société N'Tomo

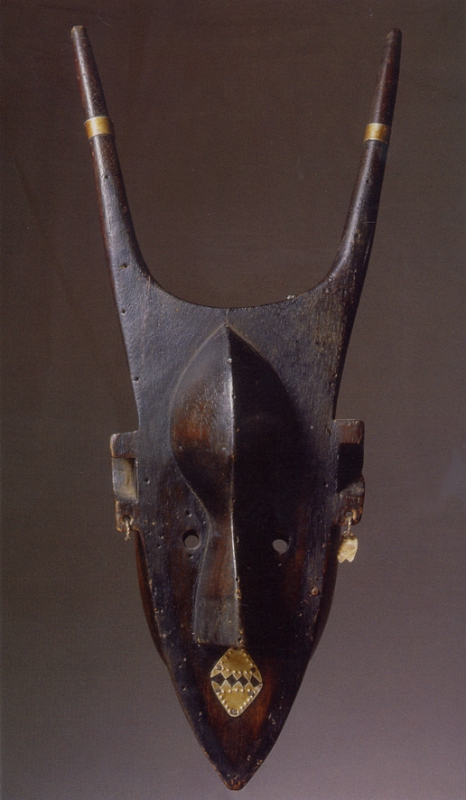
Masque du Mali (société d'initiation n'tomo)

La société N'tomo est la première des six principales sociétés ou étapes d'initiation chez les Bambaras. Dans la société N'tomo, les enfants  suivent un apprentissage sur l'origine de l'homme et sa place dans le monde.
La société N'tomo est divisée en niveaux symbolisés par des animaux :
- le niveau du crapaud incarne le sujet de la vie et de la mort ;
- le niveau de l'oiseau est un enseignement sur tout ce qui est subjectif, en rapport avec la pensée humaine ;
- le niveau de la poule induit des relations entre les hommes et le cosmos ;
- le niveau du chien illustre le concept de la domestication, faisant appel à l'aspect social de l'homme.

## Le masque N'Tomo (Ntomokum)
Le n'tomokum est la pièce maîtresse des bilakoros (enfants non circoncis). C'est un masque à visage humain que portent les aînés lors des cérémonies. Il est surmonté de cornes qui indiquent les différentes caractéristiques humaines. Les masques surmontées de quatre cornes représentent le sexe féminin. Le masque de sexe masculin possède trois cornes. Le masque masculin à six cornes symbolise les six sens de l'homme nécessaires pour connaître le monde. Le masque à sept cornes représente la dualité masculine et féminine et, par extension, le mariage.
Ces masques sont souvent incisés par des scarifications traditionnelles et sont taillés dans des bois durs. La surface du masque est parfois tapissée de cauris et de graines de n'dé[Quoi ?] rouges et noires. 